# St. Laurentius (Schönberg)

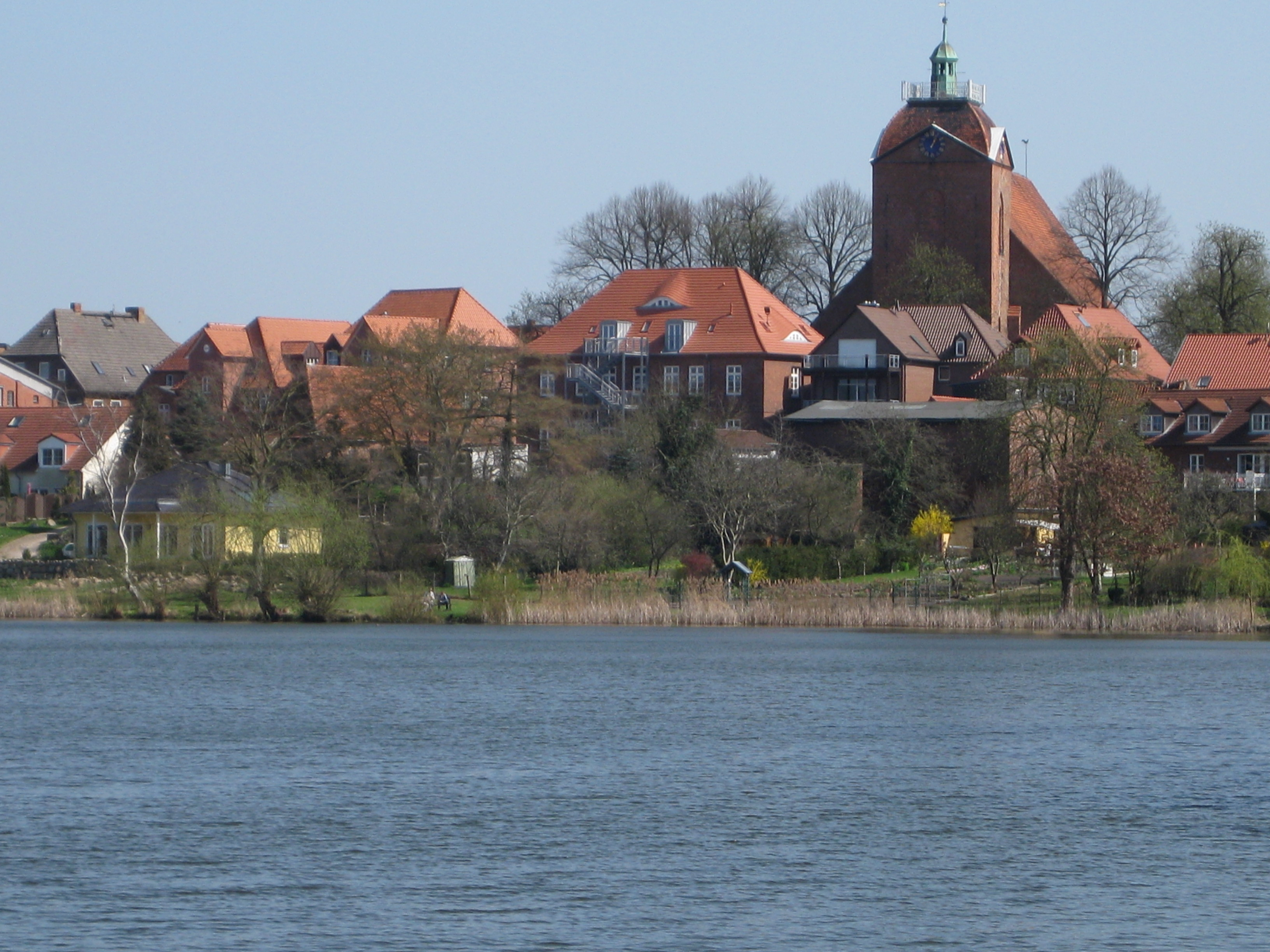
St. Laurentius vom Oberteich aus gesehen

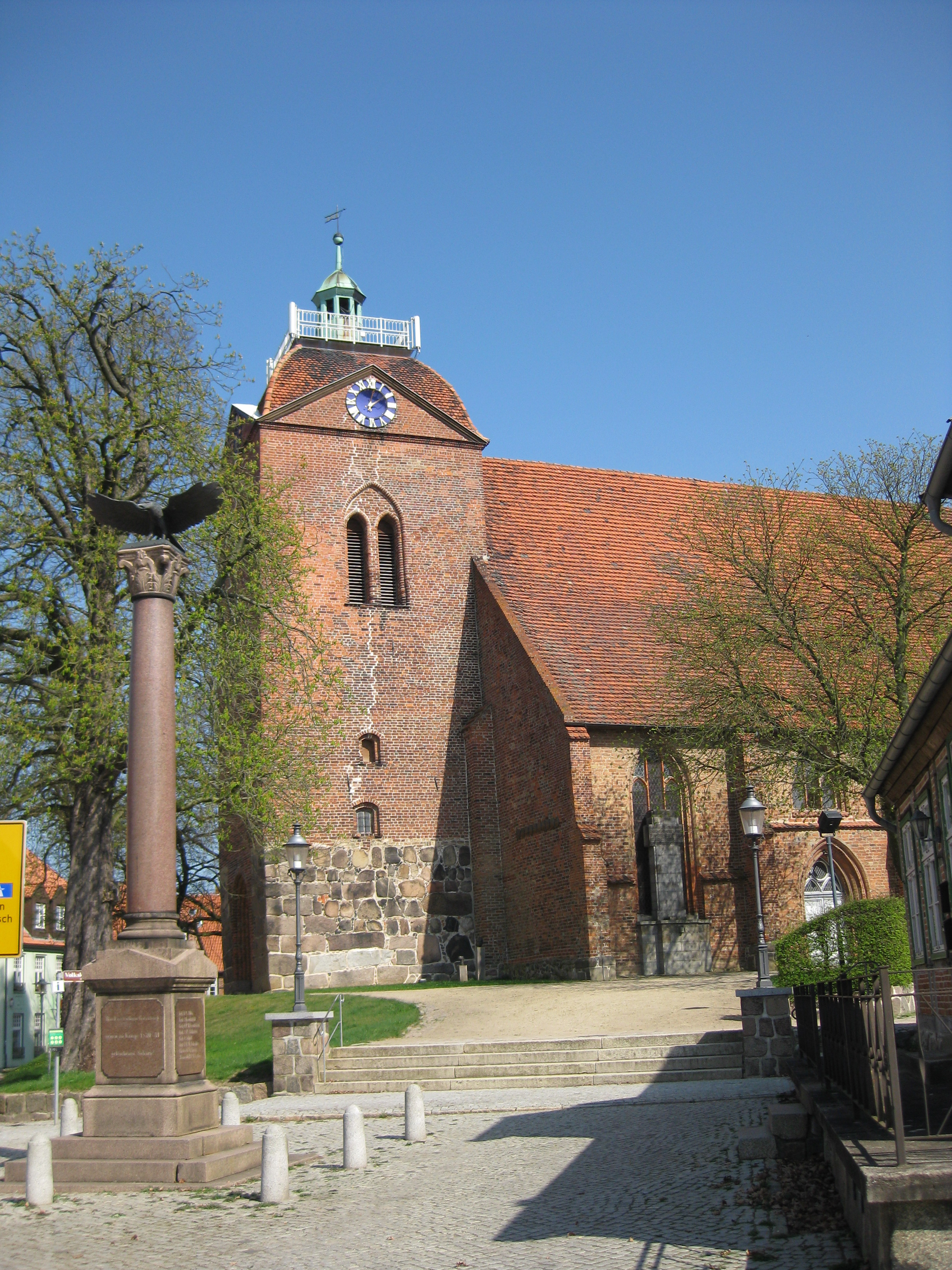
St. Laurentius von Südwesten

St. Laurentius (vollständig: St. Laurentius und Katharina) ist die Stadtkirche von Schönberg (Mecklenburg). Die Kirche unter dem Patrozinium der Heiligen Laurentius von Rom und Katharina von Alexandrien ist im Kern backsteingotisch. Seit der Reformation war sie Pfarrkirche einer Gemeinde der Evangelisch-Lutherischen Landeskirche Mecklenburgs; seit 2012 gehört sie zur Evangelisch-Lutherischen Kirche in Norddeutschland.

## Baugeschichte
Schon 1235 war in Schönberg eine Kirche vorhanden. Nachdem der Ort unter Bischof Markward von Jesowe Residenz der Bischöfe von Ratzeburg wurde, wurde die Kirche im zweiten Viertel des 14. Jahrhunderts (nach 1324) unter Verwendung von älteren Bauteilen erweitert. Der ursprünglich rechteckige Chorraum erhielt eine verlängerte 5/8-Apsis, der ursprünglich einschiffige Hauptraum wurde zur dreischiffigen, vierjochigen Stufenhalle. Während der Chorraum ursprünglich gewölbt war, sind im Hauptschiff keine Gewölbeansätze zu finden. Der massive Westturm kam im frühen 16. Jahrhundert hinzu. Am 7. April 1601 brannte die Kirche durch ein Großfeuer, das in einer Schmiede entstanden war, aus und erhielt anschließend eine neue Ausgestaltung. 1829 wurde der Turm durch einen Blitzeinschlag beschädigt; er erhielt 1831 seine heutige Form durch den Landbaumeister Julius Friedrich Wilhelm Lohmeier (1772–1844), mit vier flachen Dreiecksgiebeln, einem leicht gekrümmten pyramidenförmigen Dach und einer abschließenden Plattform mit einer Laterne.
1846 bis 1848 erfolgte eine durchgreifende Instandsetzung. Dabei erhielt die Westseite des Turmes eine neue Verkleidung und das Innere die heute noch zu sehende Balken-Kassettendecke. Eine Restaurierung der Kirche erfolgte von 1987 bis 1991. Dabei konnten Teile der Ausmalung des frühen 17. Jahrhunderts freigelegt werden, und der Durchgang zur Sakristei wurde wieder geöffnet.

## Ausstattung

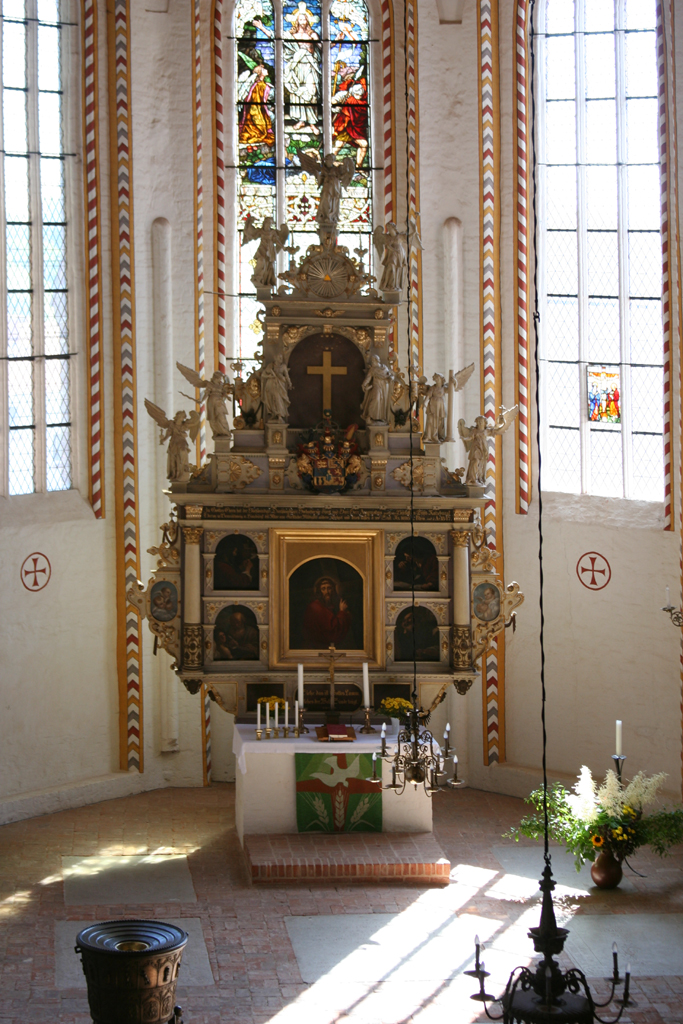
Altarraum (2005)

Von der vorreformatorischen Ausstattung ist die bronzene Tauffünte erhalten. Nach ihrer Inschrift wurde sie 1357 von Gerhard Kranemann gegossen, der von 1351 bis 1381 zusammen mit seinem Vater oder Bruder Hinrich als Gießer in Lübeck tätig war. Das eigentlich glockenförmige Becken wird von drei knienden Engelsgestalten getragen; auf seiner Wandung finden sich in zwei Reihen übereinander Heiligenfiguren, insbesondere die Kirchenpatrone Laurentius und Katharina, aber auch die Taufe und Kreuzigung Christi, Christus mit den Leidenswerkzeugen sowie ein Wappen.
Der Altar stammt vom Wiederaufbau nach dem Brand 1601. Er wurde 1616 vom damaligen Fürstbischof August I. (Braunschweig-Lüneburg) gestiftet. Der Altaraufbau und die Schnitzarbeiten (Stifterwappen, Engel mit den Leidenswerkzeugen, Petrus und Paulus) sind weitgehend erhalten; im Hauptgeschoss wurden die ursprünglichen Schnitzarbeiten im 19. Jahrhundert gegen Gemälde ausgetauscht; im Zentrum befand sich ein 1847 von Großherzogin Marie von Mecklenburg-Strelitz gemaltes Christusbild; gerahmt von den Darstellungen der vier Evangelisten, die 1894 von Adelheid Soest nach einer Vorlage von Guerciono in der Gemäldegalerie Alte Meister in Dresden angefertigt wurden.
Die Kanzel mit Schalldeckel stammt aus der Mitte des 19. Jahrhunderts und ist an die südliche Langschiffempore angebunden.
Von den Gedenkbildern und Epitaphien in der Kirche ist das bedeutendste das Renaissance-Epitaph des 1599 verstorbenen Stiftshauptmanns Christoph von Stralendorff und seiner Frau Ilse, geb. von Moltke. Es zeigt eine Darstellung der Trinität über den beiden Wappen des Ehepaares, umgeben von den acht Wappen ihrer Ahnen, auf der Mannesseite Stralendorf(f), Plessen, Zühlow und Lützow, auf der Frauenseite Moltke, Halberstadt, Hahn und Hahn.

### Glasmalerei
Im Südostfenster des Altarraums ist eine Kreuzigungsdarstellung aus dem Anfang des 17. Jahrhunderts erhalten; das Mittelfenster hinter dem Altar zeigt eine Auferstehung Christi; es wurde 1911 von der Glasmalereianstalt Ferdinand Müller in Quedlinburg hergestellt.

### Orgel

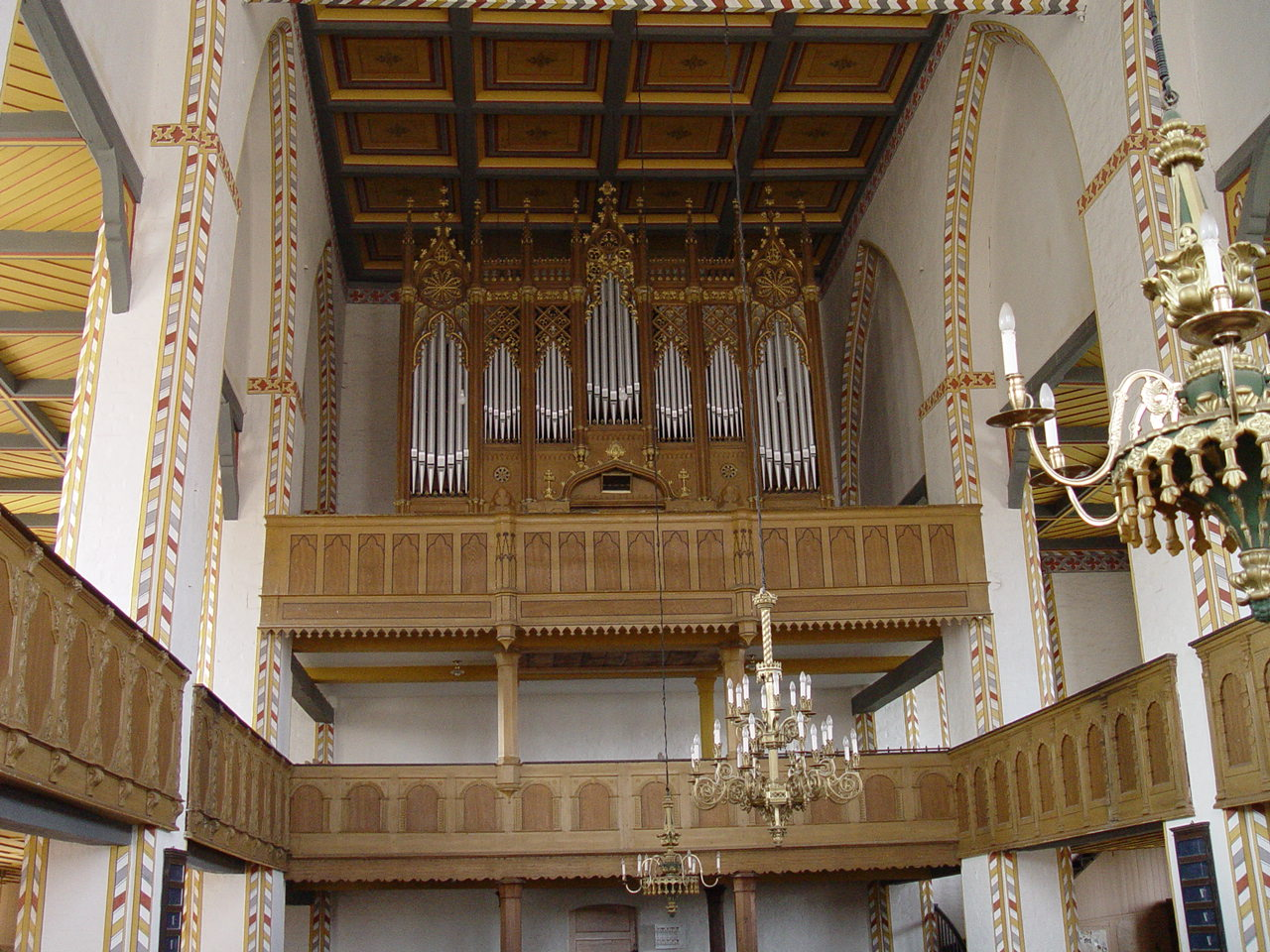
Blick zur Orgel

→ Hauptartikel: Orgel von St. Laurentius (Schönberg)
Die Kirche besitzt die größte heute noch erhaltene Orgel des Wismarer Orgelbaumeister Friedrich Wilhelm Winzer (1811–1886). Sie wurde 1847 eingeweiht.

### Glocken
Im Turm befinden sich seit 2019 vier Bronze-Glocken:
1. Pulsglocke 1601 gegossen von Gerdt und Claus Bincke, Wismar. Gewicht ca. 2800 kg, Ton B°
2. Gloriaglocke 1728 gegossen von Lorenz Strahlborn, Lübeck. Gewicht ca. 1700 kg, Ton: d1
3. Friedensglocke 2019 gegossen von Simon Laudy, Finsterwolde. Gewicht ca. 780 kg, Ton: g1
4. Betglocke 2019 öffentlich gegossen auf dem Kirchplatz in Schönberg von Simon Laudy. Gewicht ca. 430 kg, Ton: b1

## Kirchhof
Auf dem Kirchhof, nördlich der Kirche, befindet sich ein 2,10 Meter hoher mittelalterlicher Sühnestein, der 1410 für den hier erschlagenen Hermann Karlow von seinem Sohn Vikke Karlow errichtet wurde. Auf der Vorderseite ist ein Kruzifix mit einem davor betenden Mann eingeritzt, auf der Rückseite eine Inschrift und das Karlowsche Wappen (ein Bär mit Halsband).
Ebenfalls auf dem Kirchhof ist ein Luther-Denkmal zu finden. Der Obelisk aus Granit mit einem mehrfach abgestuften Unterbau, auf der Vorderseite ein Medaillon mit einem Relief Luthers von Albert Manthe, wurde 1883 errichtet.
Vor dem südwestlichsten Fenster der Kirche steht ein monumentales Granitkreuz als Ehrenmal für die Gefallenen des Ersten Weltkriegs. Dazu gehören im Altarraum der Kirche 34 Gedenktafeln mit 220 Namen der Gefallenen,

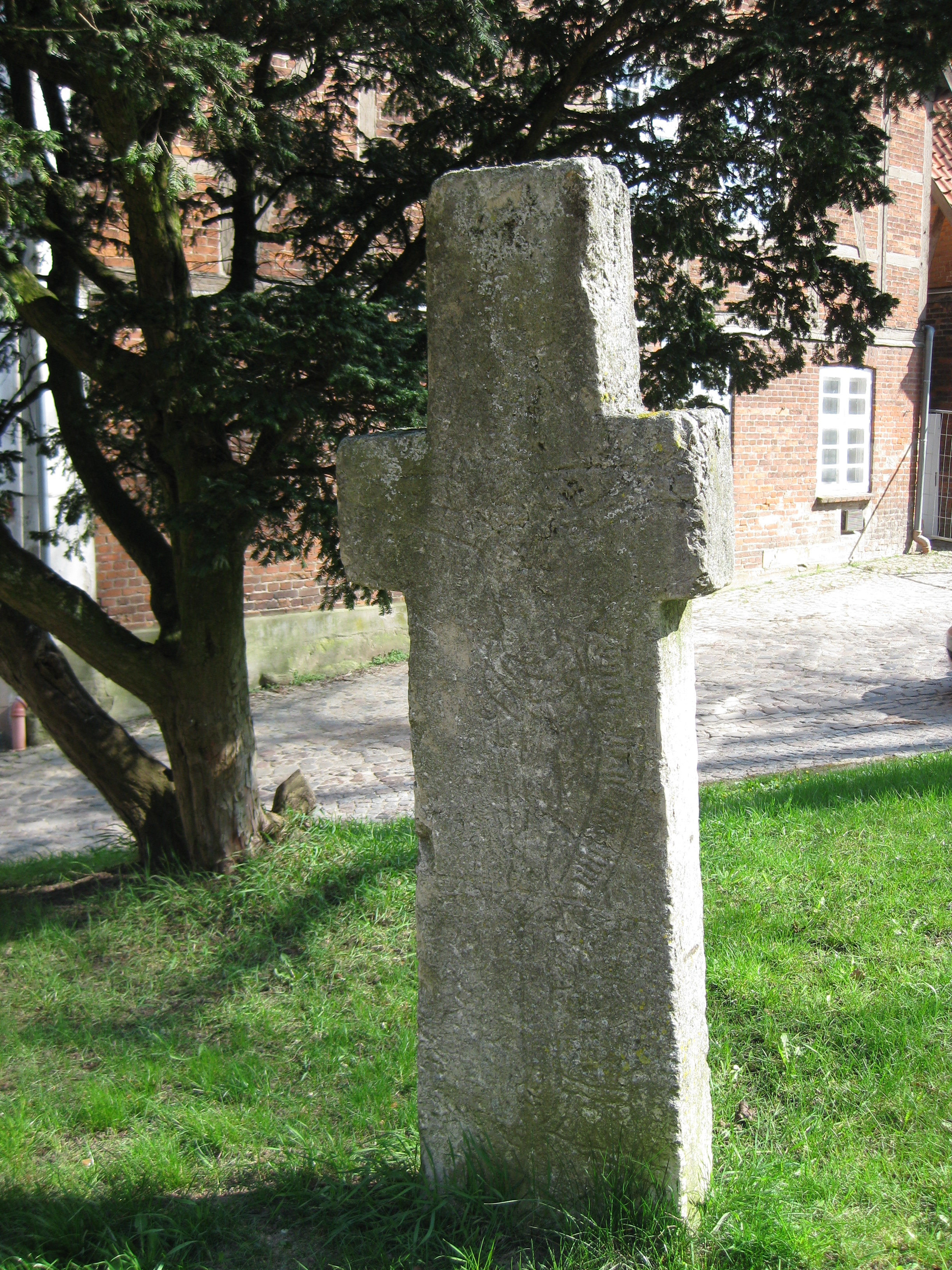
Sühnekreuz von 1410, Vorderseite
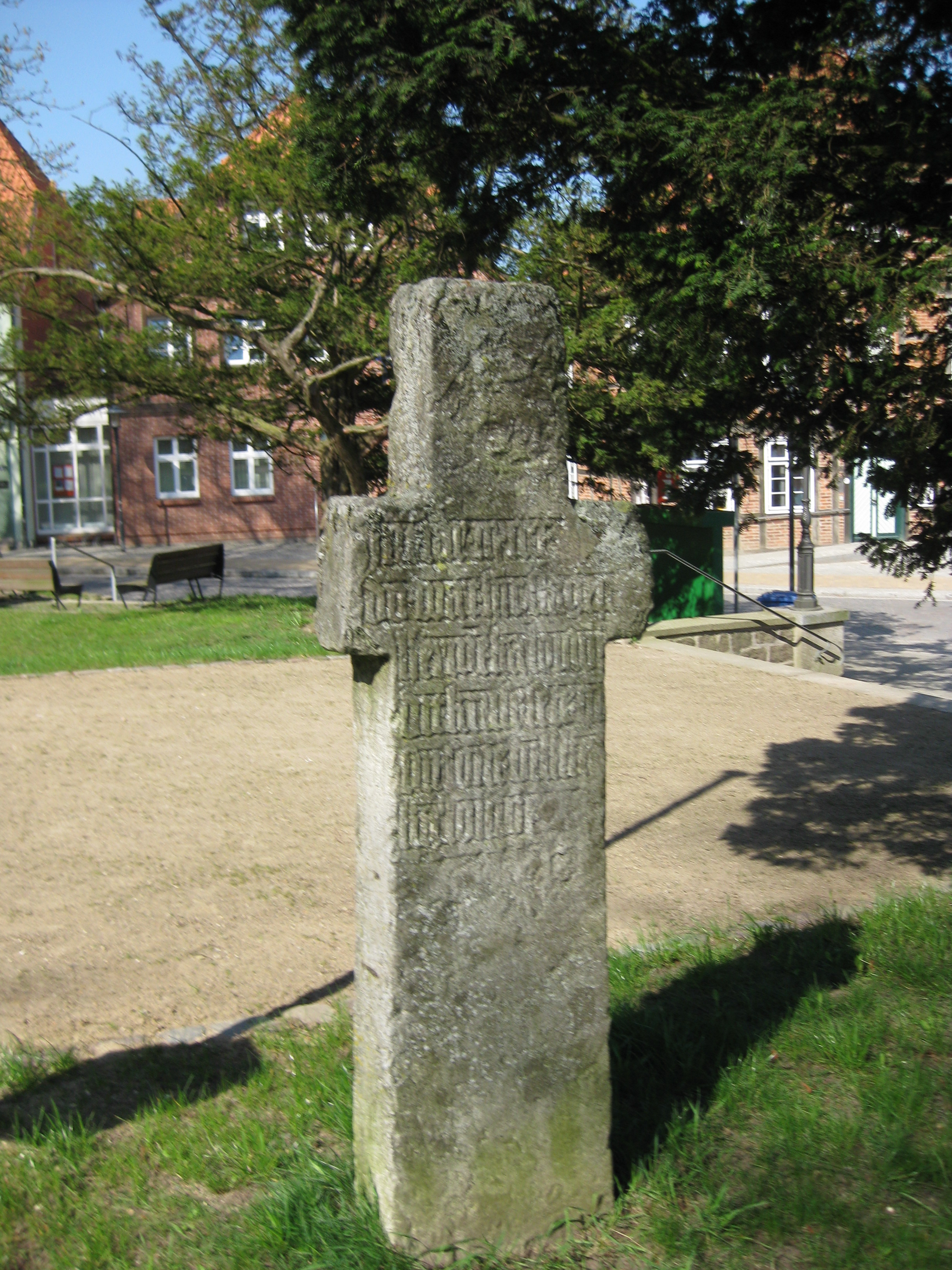
Sühnekreuz, Rückseite
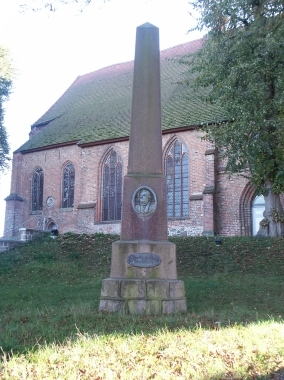
Lutherdenkmal

## Gemeinde

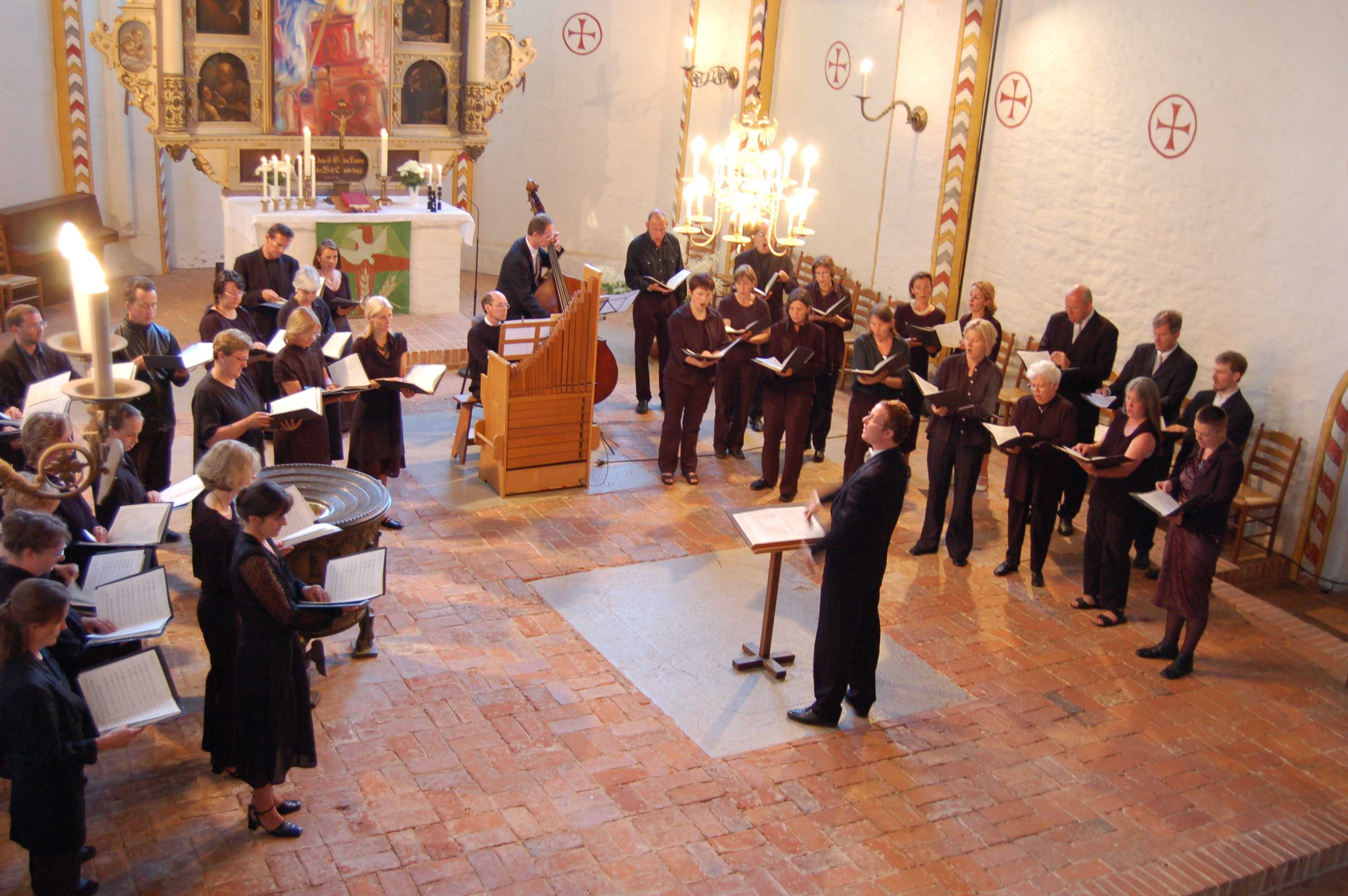
Blick in den Altarraum mit Kirchenchor (2008)

→ Hauptartikel: Schönberger Musiksommer
Die Kirchengemeinde Schönberg gehört zur Propstei Wismar, Kirchenkreis Mecklenburg der Evangelisch-Lutherischen Kirche in Norddeutschland. Sie umfasst 20 umliegende Dörfer und insgesamt 1.300 Gemeindeglieder. Neben der Kirche und dem historischen Pastorat hat die Gemeinde ein modernisiertes Gemeindezentrum und ein Küsterhaus und Pfarrhaus; sie unterhält eine Diakonie-Sozialstation und den Evangelischen Kindergarten. Die Kirche ist regelmäßig geöffnet.
Besonders bekannt ist die Gemeinde durch ihren kirchenmusikalischen Schwerpunkt und den Schönberger Musiksommer geworden.

## Pastoren
- 1891–1902: Georg Krüger(-Haye)
- 1910–1947: Hans Rüdiger, Sohn von Minna Rüdiger
- 1921–1934: Hans Henning Schreiber

## Kirchenmusiker
- Fritz Buddin, 1896–1946
- Martin Fehlandt
- Christoph D. Minke, seit 1990